# Lijst van rivieren in Oostenrijk
Dit is een overzicht van de belangrijkste rivieren in Oostenrijk.
De rivieren in Oostenrijk stromen naar de Zwarte Zee en de Noordzee. De sortering van de lijst is stroomopwaarts. Rivieren die niet in Oostenrijk liggen zijn cursief weergegeven.

## Stromend naar deZwarte Zee
- Donau (in Sulina, Roemenië) 
  - Drava (bij Osijek, Kroatië)
    - Mura (bij Legrad, Kroatië)
      - Mürz (in Bruck an der Mur)

    - Gurk (bij Völkermarkt)
      - Glan (bij Klagenfurt)

    - Gail (in Villach)

  - Rába/Raab (bij Győr, Hongarije)
    - Pinka (in Körmend, Hongarije)

  - Leitha (bij Mosonmagyaróvár, Hongarije)
  - Morava/March (in Bratislava-Devin, Slowakije)
    - Thaya/Dyje (bij Hohenau)

  - Fischa (in Fischamend)
    - Piesting (in Gramatneusiedl)

  - Wien (in Wenen)
  - Kamp (in Grafenwörth) 
    - Krems (rivier Neder-Oostenrijk) (in Grafenwörth)

  - Traisen (in Grafenwörth) 
    - Gölsen (in Traisen)

  - Erlauf (in Pöchlarn)
  - Ybbs (in Ybbs an der Donau)
  - Enns (in Enns)
    - Salza (in Großreifling)

  - Traun (in Linz)
    - Krems (rivier Opper-Oostenrijk) (in Traun)
    - Alm (bij Lambach)
    - Ager (in Lambach)

  - Inn (in Passau, Duitsland)
    - Salzach (in Haiming, Duitsland)
      - Saalach (in Freilassing, Duitsland)

    - Alz (in Marktl, Duitsland)
      - Chiemsee (in Seeon-Seebruck, Duitsland)
        - Tiroler Achen/Großache (in Grabenstätt, Duitsland)
          - Kitzbüheler Ache (in St. Johann in Tirol)

    - Ziller (in Münster)
    - Sill (in Innsbruck)

  - Isar (bij Deggendorf, Duitsland)
    - Loisach (in Wolfratshausen, Duitsland)

  - Lech (bij Donauwörth, Duitsland)
    - Vils (bij Füssen, Duitsland)

  - Iller (in Ulm, Duitsland)
    - Breitach (bij Oberstdorf, Duitsland)

### Stromen naar deNoordzee
- Elbe (bij Cuxhaven, Duitsland) 
  - Moldau (in Mělník, Tsjechië)
    - Lužnice/Lainsitz (in Týn nad Vltavou, Tsjechië)
- Rijn/Rhein (bij Hoek van Holland, Nederland)
  - Bregenzer Ach (in het Bodenmeer in Bregenz)
  - Dornbirner Ach (in het Bodenmeer bij Bregenz)
  - Ill (bij Feldkirch)